# Temesgen Buru
Temesgen Buru, nascido a 16 de novembro de 1994, é um ciclista etíope. Estreiou como profissional com a equipa Burgos-BH em 2016.

## Palmarés
2017
- 2.º no Campeonato da Etiópia Contrarrelógio

2018
- 3.º no Campeonato da Etiópia Contrarrelógio

2019
- 2.º no Campeonato da Etiópia Contrarrelógio
- 2.º no Campeonato da Etiópia em Estrada

## Equipas
- Burgos-BH (2016)
- ProTouch (11.2019-)